# Büdingen
|  | No s'ha de confondre amb l'antic municipi de Bèlgica Budingen.. |

Büdingen és una ciutat mitjana al sud-est del districte de Wetterau de l'estat federat de Hessen a Alemanya. Fins a 1972 era la capital d'un districte del mateix nom. La ciutat es troba en una zona boscosa al marge del Seemenbach, a la transició de la plana del Wetterau al Vogelsberg. És coneguda pel nucli històric i el castell que en fan una de les ciutats medievals més ben conservats d' Europa.